# 陶德麟
陶德麟（1931年10月31日—2020年5月24日），字佛元，笔名茀原，男，祖籍湖北黄冈，生于上海，中国马克思主义哲学家、教育家，武汉大学原校长、首届人文社会科学资深教授，哲学学院教授、博士生导师，中国共产党优秀党员。
陶德麟为中国马克思主义哲学研究与教学，为推进马克思主义哲学中国化、时代化、大众化，作出了巨大贡献，是中国马克思主义哲学研究领域最前沿的、最有影响的前辈学人之一，被誉为德高学范的“学界泰斗”和“哲学宗师”。

## 生平

### 家世
祖父陶懋兰是清末儒生，曾在家乡开办私塾，家境清寒。父亲陶季贤幼承家学，国学功底深厚，少年投身辛亥革命，毕业于保定军校第六期，曾任孙中山先生大本营参谋等职，参加过北伐战争，因大革命时期在家中藏匿保护共产党人袁熙之、张惟聪等五人，又因抗战时期力主国共合作，故被当局冠以“通共”罪名并遭到迫害，50岁即被迫赋闲，1947年愤而退出国民党，以中将军衔“退役”，但一直拒领退休金，于1949年病逝。湖北诗人朱峙三赠联盛赞他是“李谪仙欲以千金裘换酒，陶彭泽不为五斗米折腰”；“不肯低头同草莽，又能落笔生云烟”。学者王葆心教授盛赞他的诗文“高浑沉雄，壁立万仞”，“有士如此，我中国不亡矣”。母亲黄鑑文毕业于湖北省立女子师范学校，曾任中小学国文、数学、音乐教师。

### 少年时期
陶德麟祖籍湖北黄冈，1931年10月31日出生于上海，幼年未上小学，在家由父母教授国、英、数诸科知识，并由父亲的挚友、学者陈炳文和杨相霖先生业余授课，学习了“四书”、《诗经》、《古文观止》，学会了文言文和旧体诗词写作。1943年在战时湖北省会恩施以高分考入实验中学。他兴趣广泛，爱好文学艺术和自然科学，擅长京剧。他写过《孟荀论性平议》、《评墨子兼爱》、《说“事因于世而备适于事”》、《儒家思想与民主政治》等作文，老师在批语中称赞他“文如斲轮老手，无懈可击，而情韵悠扬，令人神往”，“论允理足”，“所评极抑扬之能事”。（这些作品至今还保存着。）陶德麟16岁时就能写一手老练的文言文和古典诗词。1948年陶德麟在武汉听过胡适和张君劢的讲学，不满于他们的观点，而又深感没有分析批评的能力。他与同学组织读书会，开始研读艾思奇的《大众哲学》和武汉大学地下党秘密印刷的毛泽东《辩证法唯物论提纲》等书，开始接触马克思主义，在“周记”中抨击社会的黑暗。

### 青年时期
新中国成立前夕，他高中毕业，报考清华大学外文系、武汉大学经济系和华中大学外文系，以优异成绩同时被三校录取，入武汉大学经济系学习。
1949年至1953年，在武汉大学经济学系学习。他还选修了哲学、物理学、数学分析、形式逻辑、文艺学、中国通史、西洋通史等课程，自学了《资本论》第1卷。他积极参加土地改革等校内外社会实践活动，担任校刊《新武大》编辑组组长。
1953年2月，李达就任武汉大学校长，在学生中发现了陶德麟，选定他为学术助手。期间不仅执笔完成了《唯物辩证法大纲》的写作和出版，也协助李达开创了马克思主义哲学中国化研究的方法论原则，即坚持理论联系实际、基础理论研究与重大现实问题研究并重的学术研究传统和踏实的优良学风。
1956年初，陶德麟在《哲学研究》1956年第2期上题为《关于“矛盾同一性”的一点意见》的论文批评了当时被视为权威著作的苏联罗森塔尔、尤金所著《简明哲学辞典》中“同一性”条目释文的错误，受到国内外学术界的重视，毛泽东在1957年1月7日《在省市自治区党委书记会议是的讲话》中肯定了本文的观点，后来《简明哲学辞典》作者也接受批评并作了改正。当时中国在各行各业请苏联专家做指导的形势下，25岁的陶德麟敢于公开发表文章批评苏联马克思主义哲学权威、苏联科学院院士，少年意气风发，一时引人注目。
1956年李达重建武汉大学哲学系时，他任助教，为哲学系本科生授课,深受欢迎，成为学校最“叫座”的教师之一。学生评价他的授课“字字珠玑，出神入化”。1961年他又为全校研究生讲授马克思主义哲学，并应湖北省委之聘为省市地干部讲授《实践论》和《矛盾论》，听众多达十万人，印发了《实践论浅释》的讲义。
1956年7月14日加入中国共产党。
1961年8月，李达接受毛泽东委托主编《马克思主义哲学大纲》的任务后，指定陶德麟执笔。在李达指导下，经过4年的努力，他于1965年冬完成了38万字的上卷《唯物辩证法》送审稿。
正当他继续编撰下卷《唯物史观》时，“文化大革命”暴发，陶德麟被打成“黑帮分子”，被送到农村“劳动改造”达八年之久。在“文化大革命”中，陶德麟受到不公正的待遇，他蹲过牛棚、当过猪倌、做过炊事员，甚至遭受过错误的批斗、侮辱，几次遇险，命悬一线。

### 文革平反后回归武汉大学
1974年李达的冤案初步平反，陶德麟才得到不彻底的“解放”回到教师队伍。
1984年至1988年，任武汉大学研究生院副院长兼哲学系主任。
1988年至1992年，任武汉大学副校长兼研究生院院长。
1992年10月至1996年10月任武汉大学校長。任职期间，武汉大学校训“自强、弘毅、求是、拓新”拟定。陶没有利用自己的职权对“整”过他的人打击报复。相反，他经常“以德报怨”，关心和帮助“整”他的人以及他们子女的学习和工作。

### 老年时期
2018年11月退休。
2020年5月24日17时08分在武汉逝世，享年89岁。遵照陶德麟生前遗愿并考虑到当时新冠肺炎疫情防控形势，丧事从简，不接受花圈，不举行遗体告别仪式，在网上设立纪念堂。

## 荣誉
- 1984年由国家人事部授予首批有突出贡献的中青年专家称号。
- 1995年由池田大作授予日本创价大学最高荣誉奖。
- 1996年被湖北省政府授予“湖北省劳动模范”称号。
- 2004年被遴选为武汉大学首届人文社会科学资深教授。
- 2009年入选湖北省“新中国成立60年功勋人物100人”和“改革开放三十年影响湖北三十人”。
- 2010年入选湖北省首批“荆楚社科名家”。[6]

## 哲学研究
陶德麟继承和发扬了李达注重对马克思主义理论的整体性研究和理论联系实际的优良学风，把研究重心放在马克思主义哲学基础理论和马克思主义哲学中国化方面，既爱智求真又有强烈的现实关怀，对一系列重大理论问题进行了深入探索，实现了多方面的理论创新。陶德麟被称为中国哲学界“拨乱反正和思想解放的领路人之一”“新时代马克思主义哲学中国化的杰出代表”和“我国马克思主义研究领域最前沿的、最有影响的前辈学人之一”，被称为“德高学范”的“学界泰斗”和“哲学宗师”。

### 对真理标准问题的探讨、批判“两个凡是”
“文化大革命”刚结束时，“两个凡是”的错误方针阻碍着拨乱反正，中国向何处去的问题仍然没有解决。《光明日报》特约评论员文章率先鸣炮之后，1978年7月中国社会科学院召开了全国性的“理论与实践问题哲学讨论会”。
当时，中国社会科学院哲学研究所邀请陶德麟出席《实践是检验真理唯一标准》的理论研讨会。陶德麟应邀作了题为《关于真理标准的几个问题》的大会发言，并在《哲学研究》1978年第10期发表同名文章，以极大的理论勇气旗帜鲜明地批驳了“两个凡是”的错误方针，论证了实践是检验真理的唯一标准，对于破除“两个凡是”、重新确立实践标准起了重大的促进作用。在小组讨论中，陶德麟与朱传棨向新华社记者谈了毛泽东给李达的三封信的内容。为保证毛泽东写给李达的三封信在《哲学研究》上刊出，两人还做了一些排除干扰的工作，可以说，在这场彻底批判两个“凡是”、实现理论上拨乱反正的思想解放运动中，陶德麟发挥了重要作用。
回到武汉后，陶德麟受邀参与全省关于真理实践标准的大讨论，还撰文解答“唯一”的疑难。当时，大家对实践是检验真理的标准已基本接受，但对“唯一”二字仍有疑问。《哲学研究》主编同朱传棨商议，请陶德麟撰文解答。这样，陶德麟下了很大功夫写出《逻辑证明与真理标准》一文，《哲学研究》1981年第1期发表后，学界一致认为，陶德麟的文章从理论上彻底解答了“真理标准的唯一性”的疑难。自此，47岁的陶德麟，从学理上有力批驳了“两个凡是”，为破除思想迷信、澄清理论是非做出了突出贡献，以1978年真理标准大讨论中的“实践派”，蜚声于当代中国马克思主义哲学界。

### 对“双百”方针理论基础的时代思考
“双百”方针是思想文化领域的根本方针，是坚持真理问题上的实践标准必须遵循的方针。但陶德麟认为，在拨乱反正中仅仅强调“恢复”“双百”方针是不能解决问题的。他认为：“虽然‘双百’方针提出的初衷完全正确，可是后来由于对社会主义改造基本完成后的社会主要矛盾的估计发生了原则性的偏差，这个方针的理论基础实际上被修改了。它的理论基础已经基本上不是马克思主义关于认识发展规律和文化发展规律的理论（当然也包括意识形态的理论），而是被扭曲了、变形了的‘阶级斗争’理论，因而它的主要内容与繁荣社会主义文化的目的是无法统一的。”为了恢复“双百”方针理论基础的本来面目并推动其进一步发展完善，他先后在《光明日报》和《求是》杂志等报刊上发表了系列论文。

### 对生产力标准、“三个有利于”标准及其与实践标准关系的阐释
1987年，邓小平同志提出了“生产力标准”的论断，1992年又提出了“三个有利于”标准的论断。对于生产力标准、“三个有利于”标准及实践标准三者之间的关系，理论界有不同的解读。从1987年起，陶德麟先后发表了系列论文。

### 对人道主义问题的辨察
在20世纪80年代关于人道主义问题的讨论中，陶德麟认为，“文化大革命”前和“文化大革命”中一些人把人道主义视为资产阶级专有的旗帜不加分析地全盘否定，在理论上是错误的，在实践上也导致了严重的消极后果。

### 对道德原则问题的思索
针对改革开放中人们在道德原则上的困惑，陶德麟在20世纪80年代中期发表了多种论著，系统地阐述了自己的见解。

### 对马克思主义中国化方法论问题的研究
推进马克思主义的中国化是陶德麟学术研究的根本旨趣，他的学术探讨无不体现着这一致思旨趣。他认为，虽然马克思主义中国化早已是客观事实，但国内外对这一事实的理解仍然歧见很大，必须从学理上予以澄清。为此，他在20世纪90年代以后特别重视对马克思主义中国化方法论问题的研究，出版和发表了系列论著。

### 其他
陶德麟认为，现在的青年学者接受的都是批判马克思主义哲学原理教科书的观念，是把马克思主义哲学原理教科书简单地等同于苏联马克思主义哲学原理教科书的观念。这种观念阻碍了青年学者对这一段历史的研究。

## 哲学作品
陶德麟著有《唯物辩证法大纲》《辩证唯物主义与历史唯物主义》《中国当代哲学问题探索》《哲学的现实与现实的哲学——马克思主义哲学及其中国化研究》《陶德麟文集》《马克思主义哲学中国化：历史与反思》《马克思主义哲学中国化的理论与历史研究》《实践与真理——认识论研究》等著作20多部，发表学术论文200多篇。
其中，他遵李达同志遗嘱修订《马克思主义哲学大纲》上卷，以《唯物辩证法大纲》的书名出版，被认为代表了当时中国马克思主义哲学教科书达到的最高水平；他主持编辑出版了四卷本《李达文集》，并受聘为《中国大百科全书·哲学卷》“总论”和“辩证唯物主义”部分副主编。

## 评价
晚年的陶德麟曾经自谦写道，
|  | 我深感自己是个平庸的探索者，在浩瀚无际的哲学大海里乘桴而行。而今垂垂老矣，还常常自觉如童稚之无知。然而我并不怨悔。 |

在武汉大学哲学学院院长李佃来看来，马克思主义哲学中国化研究是陶德麟先生一生的追求，他始终致力于以清楚明晰的语言表述复杂的哲学问题，让马克思主义说中国话、说中国人民听得懂的话。
武汉大学何萍与李维武两人一起为陶德麟先生写了一副挽联，以表达哀思，也是对先生一生工作的写照：“读实践论释实践论在实践论中发现哲学真理，讲中国化写中国化在中国化中阐明马列主义。”